# Etroplus canarensis
Etroplus canarensis (лат.) — вид лучепёрых рыб из семейства цихловых, находящихся под угрозой исчезновения. Эндемик Южной Карнатаки (Индия).

## Распространение и места обитания
Принадлежит группе видов цихлид из Азии, и, в отличие от других представителей рода этроплюсов (Etroplus), он встречается только в пресной воде.

## Размер
Достигает длины 11,5 см.